# یانکووتسی
یانکووتسی (به بلغاری: Yankovtsi) یک منطقهٔ مسکونی در بلغارستان است که در شهرستان گابروو واقع شده‌است.